# Acide pamoïque
L’acide pamoïque, ou acide embonique, est un dérivé de l'acide naphtoïque. Ses sels et ses esters sont appelés pamoates ou embonates. On peut le préparer par la réaction de l'acide 2-hydroxy-3-naphtoïque avec du formaldéhyde. On l'utilise en pharmacologie pour former des sels (pamoates) afin d'accroître la solubilité de certains médicaments dans l'eau. La présence de plusieurs atomes d'oxygène dans la molécule permet la formation de liaisons hydrogène stables qui facilitent la solvatation des composés dans l'eau.